# Pseudarcturella crenulata
Pseudarcturella crenulata är en kräftdjursart som beskrevs av Gary C.B. Poore och Bardsley 1992. Pseudarcturella crenulata ingår i släktet Pseudarcturella och familjen Austrarcturellidae.
Artens utbredningsområde är havet kring Nya Zeeland. Inga underarter finns listade i Catalogue of Life.